# 카르파츠
카르파츠 (폴란드어: Karpacz, 독일어: Krummhübel 크룸히벨 [*], 체크어: Karpač)는 폴란드 돌니실롱스크주에 위치한 도시로, 면적은 37,99km2, 인구는 4358명(2022년 기준), 인구 밀도는 115명/km2이다. 

## 자매 도시
카르파츠의 자매 도시다.
- 폴란드 그드니아
- 폴란드 레발
- 체코 페츠 포트 스네슈코우

- 독일 카멘츠
- 독일 라이헨바흐